# Elecciones generales de Uruguay de 1954
Las elecciones de 1954 llevadas a cabo en Uruguay el domingo 28 de noviembre de ese año, tenían como propósito la elección del gobierno nacional, y de todos los miembros del Poder Legislativo.

## Generalidades
De acuerdo con la Constitución de 1952, se eligieron los miembros del Consejo Nacional de Gobierno, ejecutivo colegiado de 9 integrantes.
Nuevamente hubo un triunfo electoral del Partido Colorado; el mismo obtuvo 6 bancas en este Consejo Nacional de Gobierno para la Lista 15: Luis Batlle Berres, Alberto Fermín Zubiría, Arturo Lezama, Carlos L. Fischer, Justino Zavala Muniz y Zoilo Chelle. Las otras 3 bancas fueron para el Partido Nacional: Luis Alberto de Herrera, Ramón Viña y Daniel Fernández Crespo. Los cuatro primeros presidieron sucesivamente este Consejo Nacional de Gobierno.
Junto a la elección del Poder Ejecutivo colegiado, se votaron los cargos de los 31 senadores y 99 diputados.

## Postulantes
En esta elección rigió el entonces usual sistema de doble voto simultáneo, por el cual cada partido podía presentar múltiples listas simultáneas de candidatos al Consejo Nacional de Gobierno. Los comparecientes fueron:
| Partido | Partido                                    | Listas encabezadas por:                                                                                         | Lista                           |
| --- | ------------------------------------------ | --- | ------------------------------- |
| | Partido Colorado                           | Luis Batlle Berres, Alberto Fermín Zubiría, Arturo Lezama, Carlos Fischer, Justino Zavala Muniz, Zoilo Chelle   | Batllismo (Lista 15) (ganadora) |
| Orestes Lanza, Eduardo Acevedo Álvarez, Giordano Bruno Eccher, Daniel Castellanos, Álvaro Correa Moreno, Federico García Capurro        | Partido Colorado                           | Lista 14 |                                 |
| César Charlone, Roberto Barreira, Manuel Troncoso, Carlos Vilaró Rubio, Arsenio Bargo, Juan Rodríguez López                             | Partido Colorado                           | Unión Colorada y Batllista                                                                                      |                                 |
| | Partido Nacional                           | Luis Alberto de Herrera, Ramón Viña, Francisco Gilmet, Ángel María Cusano, Aparicio Méndez, Pedro Besozzi       | Herrerismo                      |
| Daniel Fernández Crespo, Eduardo Víctor Haedo, Salvador Ferrer Serra, Gervasio de Posadas Belgrano, José Antonio Varela, Luis Puig      | Partido Nacional                           | Movimiento Popular Nacionalista                                                                                 |                                 |
| Pantaleón Astiazarán, Alberto Gallinal Heber, Gilberto García Selgas, Saturno Irureta Goyena, José Pedro Urioste, Basilio Antúnez Muñoz | Partido Nacional                           | Reconstrucción Blanca                                                                                           |                                 |
| | Partido Nacional Independiente             | Arturo Lussich, Alberto Roldán, Juan Andrés Ramírez, Eduardo Bottinelli, Ángel Aiçaguer, José Pedro Aramendía   |                                 |
| | Unión Cívica del Uruguay                   | Dardo Regules, Julio García Otero, Luis Zaffaroni, Eduardo Cayota, José Miranda, Ignacio Zorrilla de San Martín |                                 |
| | Partido Socialista del Uruguay             | Emilio Frugoni, Roberto Ibáñez, Líber Troitiño, Adolfo Montiel Ballesteros, Pablo Purriel, Constancio Castells  |                                 |
| | Partido Comunista del Uruguay              | Eugenio Gómez, Julia Arévalo de Roche, Juan Francisco Pazos                                                     |                                 |
| | Partido Frente Anticolegialista del Pueblo | Pedro Zarralde Morlán                                                                                           |                                 |

## Resultados
| Partido político                   | Sublema                            | Votos al sublema                   | Porcentaje en el total             | Consejo Nacional de Gobierno | Votos al partido | Porcentaje | Senadores | Diputados |
| ---------------------------------- | ---------------------------------- | ---------------------------------- | ---------------------------------- | ---------------------------- | ---------------- | ---------- | --------- | --------- |
| Partido Colorado                   | Lista 15                           | 254.648                            | 28,96%                             | 6/9                          | 444.429          | 50,55%     | 17/31     | 51/99     |
| Partido Colorado                   | Lista 14                           | 180.164                            | 20,49%                             | 0/9                          | 444.429          | 50,55%     | 17/31     | 51/99     |
| Partido Colorado                   | Unión Colorada y Batllista         | 9.292                              | 1,06%                              | 0/9                          | 444.429          | 50,55%     | 17/31     | 51/99     |
| Partido Colorado                   | Comp. al lema                      | 325                                | 0,04%                              | 0,04%                        | 444.429          | 50,55%     | 17/31     | 51/99     |
| Partido Nacional                   | Herrerismo                         | 160.738                            | 18,28%                             | 2/9                          | 309.818          | 35,24%     | 11/31     | 35/99     |
| Partido Nacional                   | Movimiento Popular Nacionalista    | 112.124                            | 12,75%                             | 1/9                          | 309.818          | 35,24%     | 11/31     | 35/99     |
| Partido Nacional                   | Reconstrucción Blanca              | 36.818                             | 4,19%                              | 0/9                          | 309.818          | 35,24%     | 11/31     | 35/99     |
| Partido Nacional                   | Comp. al lema                      | 138                                | 0,02%                              | 0,02%                        | 309.818          | 35,24%     | 11/31     | 35/99     |
| Unión Cívica del Uruguay           | Unión Cívica del Uruguay           | Unión Cívica del Uruguay           | Unión Cívica del Uruguay           | 0/9                          | 44.255           | 5,03%      | 1/31      | 5/99      |
| Partido Nacional Independiente     | Partido Nacional Independiente     | Partido Nacional Independiente     | Partido Nacional Independiente     | 0/9                          | 32.341           | 3,68%      | 1/31      | 3/99      |
| Partido Socialista del Uruguay     | Partido Socialista del Uruguay     | Partido Socialista del Uruguay     | Partido Socialista del Uruguay     | 0/9                          | 28.704           | 3,26%      | 1/31      | 3/99      |
| Partido Comunista de Uruguay       | Partido Comunista de Uruguay       | Partido Comunista de Uruguay       | Partido Comunista de Uruguay       | 0/9                          | 19.541           | 2,22%      | 0/31      | 2/99      |
| Frente Anticolegialista del Pueblo | Frente Anticolegialista del Pueblo | Frente Anticolegialista del Pueblo | Frente Anticolegialista del Pueblo | 0/9                          | 89               | 0,01%      | 0/31      | 0/99      |
| Partido Obrero                     | Partido Obrero                     | Partido Obrero                     | Partido Obrero                     | 0/9                          | 65               | 0,01%      | 0/31      | 0/99      |
| Total de votos validos             | Total de votos validos             | Total de votos validos             | Total de votos validos             | 879.242                      | 879.242          | 879.242    | 879.242   | 879.242   |
| Total de electores habilitados     | Total de electores habilitados     | Total de electores habilitados     | Total de electores habilitados     | 1.295.502                    | 1.295.502        | 1.295.502  | 1.295.502 | 1.295.502 |

## Elecciones municipales

Resultados finales de las elecciones departamentales de 1958:
Partido Colorado
Partido Nacional

Simultáneamente, se realizaron las elecciones de 19 Concejos Departamentales (gobiernos municipales colegiados) y de las respectivas Juntas Departamentales. Fueron elegidos 7 representantes de Montevideo y 5 de cada uno de los departamentos restantes. Hubo mayoría blanca (Partido Nacional) en Treinta y Tres, Cerro Largo, Flores y Durazno, y en los demás departamentos mayoría colorada (Partido Colorado).
| Departamento   | Integrantes del Consejo electo                                                          | Partido          |
| -------------- | --------------------------------------------------------------------------------------- | ---------------- |
| Artigas        | Por la mayoría: Walter J. Otheix, Amado Ipar y Venancio L. Riani                        | Partido Colorado |
| Artigas        | Por la minoría: Gregorio Medina Suárez y Santiago Belzarena                             | Partido Nacional |
| Canelones      | Por la mayoría: Rivera Berreta, Florencio Core y Abraham Apud                           | Partido Colorado |
| Canelones      | Por la minoría: José Torres García y Domingo Gallo                                      | Partido Nacional |
| Cerro Largo    | Por la mayoría: Rufino Pérez, José Abraham Lamas y Saviniano Pérez                      | Partido Nacional |
| Cerro Largo    | Por la minoría: Juan Carlos Martino y Julio C. Costa Lemes                              | Partido Colorado |
| Colonia        | Por la mayoría: Héctor Curuchet, Carlos Dalmás y Guillermo Newton                       | Partido Colorado |
| Colonia        | Por la minoría: Isabelino Arocena y Erico Texeira Nunes                                 | Partido Nacional |
| Durazno        | Por la mayoría: Athaualpa Rodríguez, Juan J. Apolo y Juan G. González                   | Partido Nacional |
| Durazno        | Por la minoría: Tomás Parallada y Pedro Antonaccio                                      | Partido Colorado |
| Flores         | Por la mayoría: Ciro Ciompi, Angel F. Ferrari y Alfredo J. Puig Spangenberg             | Partido Nacional |
| Flores         | Por la minoría: Francisco Yelpo y Severino C. Trotta                                    | Partido Colorado |
| Florida        | Por la mayoría: Alfredo de Castro, Amadeo Rodríguez y Julián Peluffo Fortunatto         | Partido Colorado |
| Florida        | Por la minoría: Faustino Harrison y Antonio M. Fernández                                | Partido Nacional |
| Lavalleja      | Por la mayoría: Sarandí Martorell, Armando D. Torterolo y Luis A. Carresse              | Partido Colorado |
| Lavalleja      | Por la minoría: Belitardo Pintos Wells y Gregorio Santos                                | Partido Nacional |
| Maldonado      | Por la mayoría: Martin S. Marzano, Ricardo E. Costa y Armando Pérez Luaces              | Partido Colorado |
| Maldonado      | Por la minoría: Victoriano R. Suárez y Francisco Salazar                                | Partido Nacional |
| Montevideo     | Por la mayoría: José Acquistapace, Alba R. de Previtali, Edmundo Sisto y Juan C. Pravia | Partido Colorado |
| Montevideo     | Por la minoría: Juan E. Pivel Devoto, Julio Hugalde y Luis M. Guarnaschelli             | Partido Nacional |
| Paysandú       | Por la mayoría: Jorge A. Castiglioni, Américo Raffaglio y Lucas Sierra Porro            | Partido Colorado |
| Paysandú       | Por la minoría: Aníbal Mojoli y Silvio T. Michelini                                     | Partido Nacional |
| Río Negro      | Por la mayoría: Raúl A. Silva, Ricardo Hodges y Humberto Frangella                      | Partido Colorado |
| Río Negro      | Por la minoría: Pedro Irigoyen Olachea y Roque Donato                                   | Partido Nacional |
| Rivera         | Por la mayoría: Guido Machado Brum, Cipriano González y Bernardo Ferreira Ávila         | Partido Colorado |
| Rivera         | Por la minoría: Arturo Grau Rossell y Claudio Barboza                                   | Partido Nacional |
| Rocha          | Por la mayoría: Victor Galcerán Fonseca, Roberto Bertolini e Alcides Cambre             | Partido Colorado |
| Rocha          | Por la minoría: Héctor Fernández Graña y Antonio Arboleya                               | Partido Nacional |
| Salto          | Por la mayoría: Juan H. Paiva, Ramón J. Vinci y Nelson S. Migliaro                      | Partido Colorado |
| Salto          | Por la minoría: Fernando Lucas Gafree y José A. Varela                                  | Partido Nacional |
| San José       | Por la mayoría: Francisco S. Donato, Ricardo Roquero y Fernando Etchemendy              | Partido Colorado |
| San José       | Por la minoría: Luis I. Ordeig y Rogelio Camy Arguinarena                               | Partido Nacional |
| Soriano        | Por la mayoría: Pedro J. Echezarreta, Fernando Visetti y Alcides Cendoya                | Partido Colorado |
| Soriano        | Por la minoría: Roque O. Gil y Julio E. Correa                                          | Partido Nacional |
| Tacuarembó     | Por la mayoría: Orestes C. Vidal, Tomás V. Puntigliano y Baudilio Núñez Mendaro         | Partido Colorado |
| Tacuarembó     | Por la minoría: Pedro M. Chiesa y Aristóteles Macedo                                    | Partido Nacional |
| Treinta y Tres | Por la mayoría: Ortelio Méndez Techera, Antonio Magallanes y Genaro García              | Partido Nacional |
| Treinta y Tres | Por la minoría: Raúl Fassio Campos y Virgilio de León                                   | Partido Colorado |